# Cantal
Cantal este un departament din zona central-sudică a Franței, situat în regiunea Auvergne-Ron-Alpi. Este unul dintre departamentele originale ale Franței create în urma Revoluției din 1790. Este numit după două Munții Cantal ce ocupă o bună parte din departament. Brânza Cantal este produsă în această regiune.

## Localități selectate

### Prefectură
- Aurillac

### Sub-prefecturi
- Mauriac
- Saint-Flour

## Diviziuni administrative
- 3 arondismente;
- 27 cantoane;
- 260 comune;